# بيرت بيترز
بيرت بيترز (بالإنجليزية: Bert Peters)‏ هو لاعب كرة قدم أسترالية أسترالي، ولد في 8 أغسطس 1908 في St Arnaud, Victoria ‏ في أستراليا، وتوفي في 13 يونيو 1944.

## وصلات خارجية
- بيرت بيترز على موقع AustralianFootball.com (الإنجليزية)
- بيرت بيترز على موقع AFLtables.com (الإنجليزية)